# Sånglärkan 5

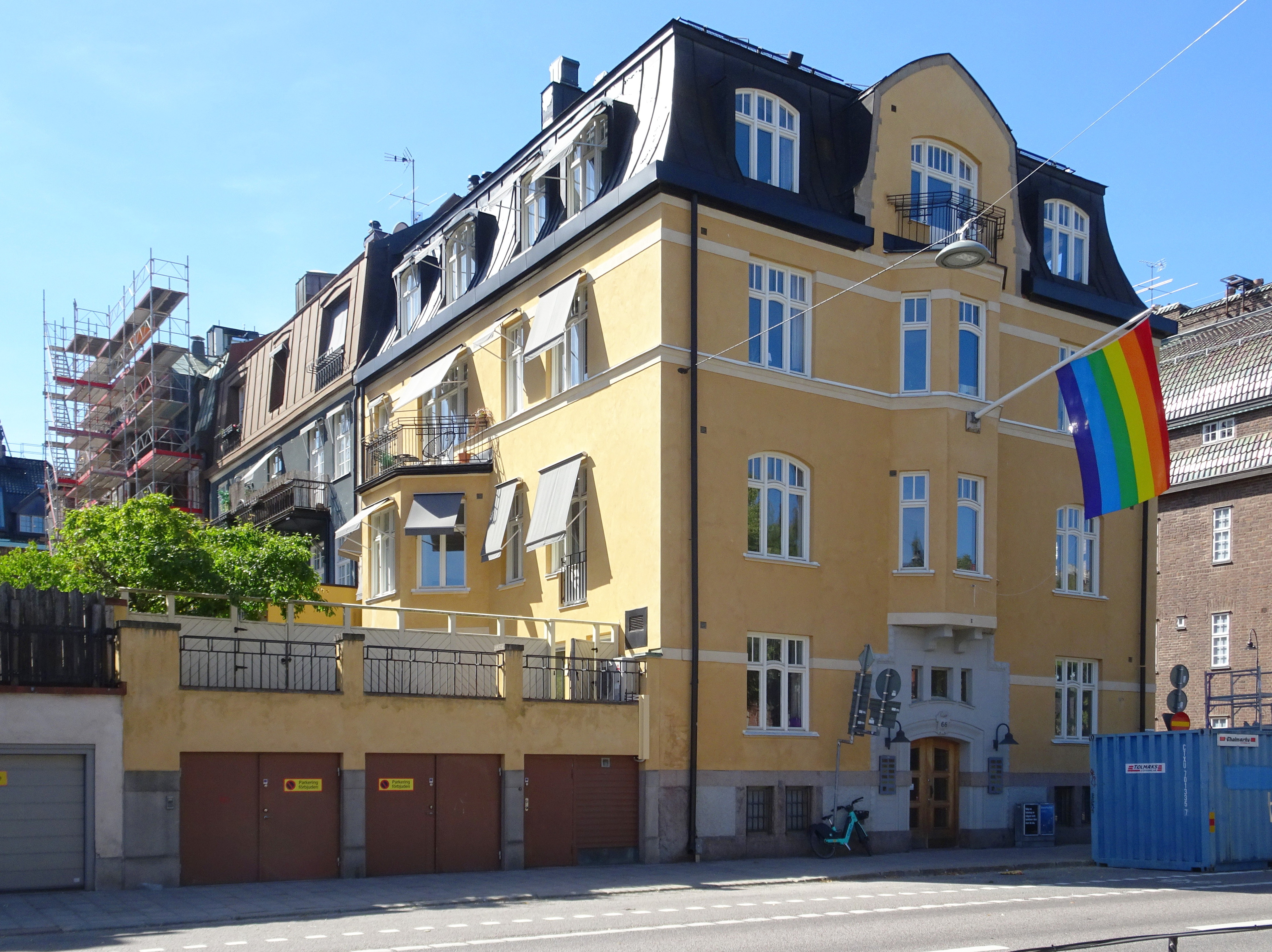
Sånglärkan 5, Valhallavägen 66 i augusti 2022.

Sånglärkan 5 är en kulturhistoriskt värdefull före detta villafastighet i kvarteret Sånglärkan i Lärkstaden på Östermalm i Stockholm. Villan i hörnet Sköldungagatan 10 / Valhallavägen 66 uppfördes 1909–1910 efter ritningar av arkitektkontoret Dorph & Höög. Fastigheten är grönmärkt av Stadsmuseet i Stockholm, det innebär "särskilt värdefull från historisk, kulturhistorisk, miljömässig eller konstnärlig synpunkt".

## Bakgrund

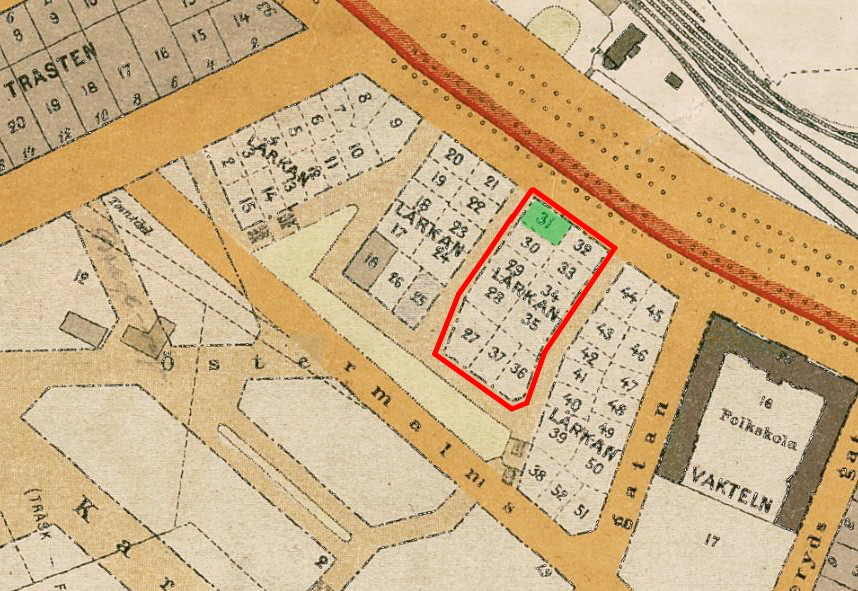
Kvarteret Lärkan 1909 med nuvarande Sånglärkan 5 (grön).

Fastigheten Lärkan 31 (sedermera namnändrad till Sånglärkan 5) vid dåvarande Valhallavägen 83 förvärvades i maj 1909 av arkitektföretaget Dorph & Höög. Tomten omfattade en areal om 322 kvadratmeter ”å fri och egen grund” och såldes av Stockholms stad. Troligen sålde Dorph & Höög tomten omgående vidare till byggmästaren Anders Törner eftersom Stockholms adresskalender från 1910 uppger honom som ägare. Törner anlitade dock Dorph & Höög som arkitekt för Sånglärkan 5.
Törner uppträdde både som byggherre och byggmästare även vid andra nybyggen i Stockholm. Han hörde till den kategorin hantverkare som under 1800-talets slut kom från landsbygden till Stockholm för att delta i byggboomen som rådde i huvudstaden. Mellan 1887 och 1900 uppförde han ett tiotal flerbostadshus i Stockholms innerstad. I motsats till de flesta andra villor i lärkan-kvarteren, som sammanbyggdes med sina grannhus, bildade Sånglärkan 5 gavelhuset i raden Sånglärkan 1–5. Till fastigheten hörde också en mindre trädgård i sydost. Till grannhuset, Sånglärkan 6, flyttade 1910 Per Olof Hallman, Lärkstadens stadsplanearkitekt.

## Byggnadsbeskrivning

### Exteriör

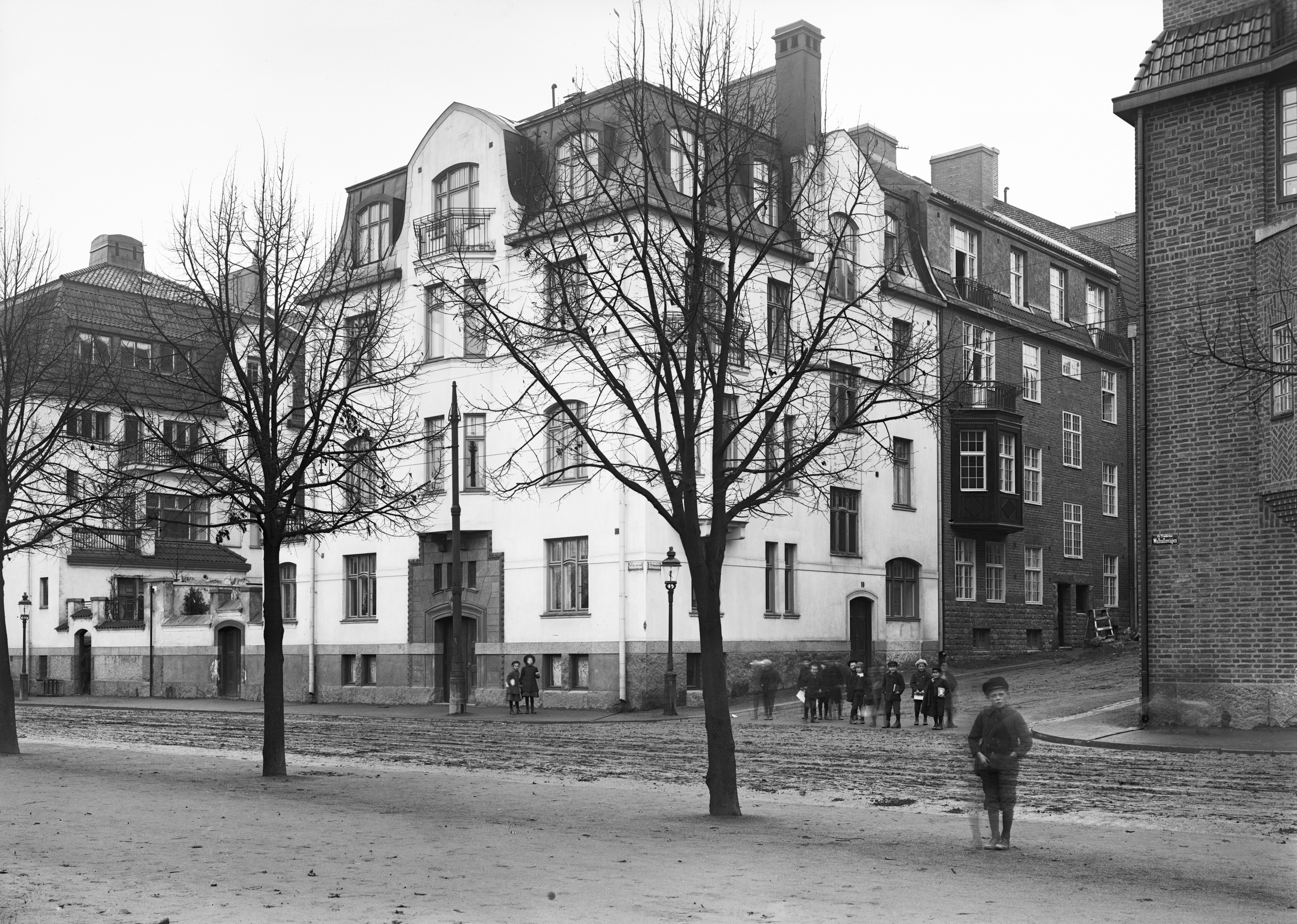
Valhallavägen 66 på 1910-talet.
Foto: Axel Swinhufvud.

Sånglärkan uppfördes i tre våningar med fullt inrett vindsplan. Fasaderna putsades med gulfärgat spritputs. Sockeln utfördes i rosa granit med spritputsade band i grå kulör. Mot Sköldungagatan och Valhallavägen accentuerades fasaden genom en över takfoten uppdragen fronton. Samtliga tre fasader pryds av var sitt burspråk med balkong överst, den mot Valhallavägen är i två våningar. Kring entrén från Valhallavägen märks ett slätputsat och rusticerat parti samt en kartusch med gatunummer ”66”.

### Interiör
Sånglärkan 5 var koncipierad som stadsvilla för en stor familj. Den ursprungliga rumsuppdelningen från 1909 var pannrum, tvättstuga och matkällare i del av källare. På bottenvåningen låg ett kontor, ett bilgarage (märkt ”Auto”) med port från Sköldungagatan samt rum för chauffören och portvakten. På våning en trappa fanns representationsvåningen med hall, salong, matsal, kök och serveringsgång. Sovetagen med flera sovrum och ett badrum låg på våning två trappor som även nåddes via en interntrappa från våningen under. På vindsplanet samlades totalt sex rum och tre WC. Troligen var de tänkta för uthyrning. Den ursprungliga planlösningen ändrades genom omfattande ombyggnader.

Originalritningar från 1909
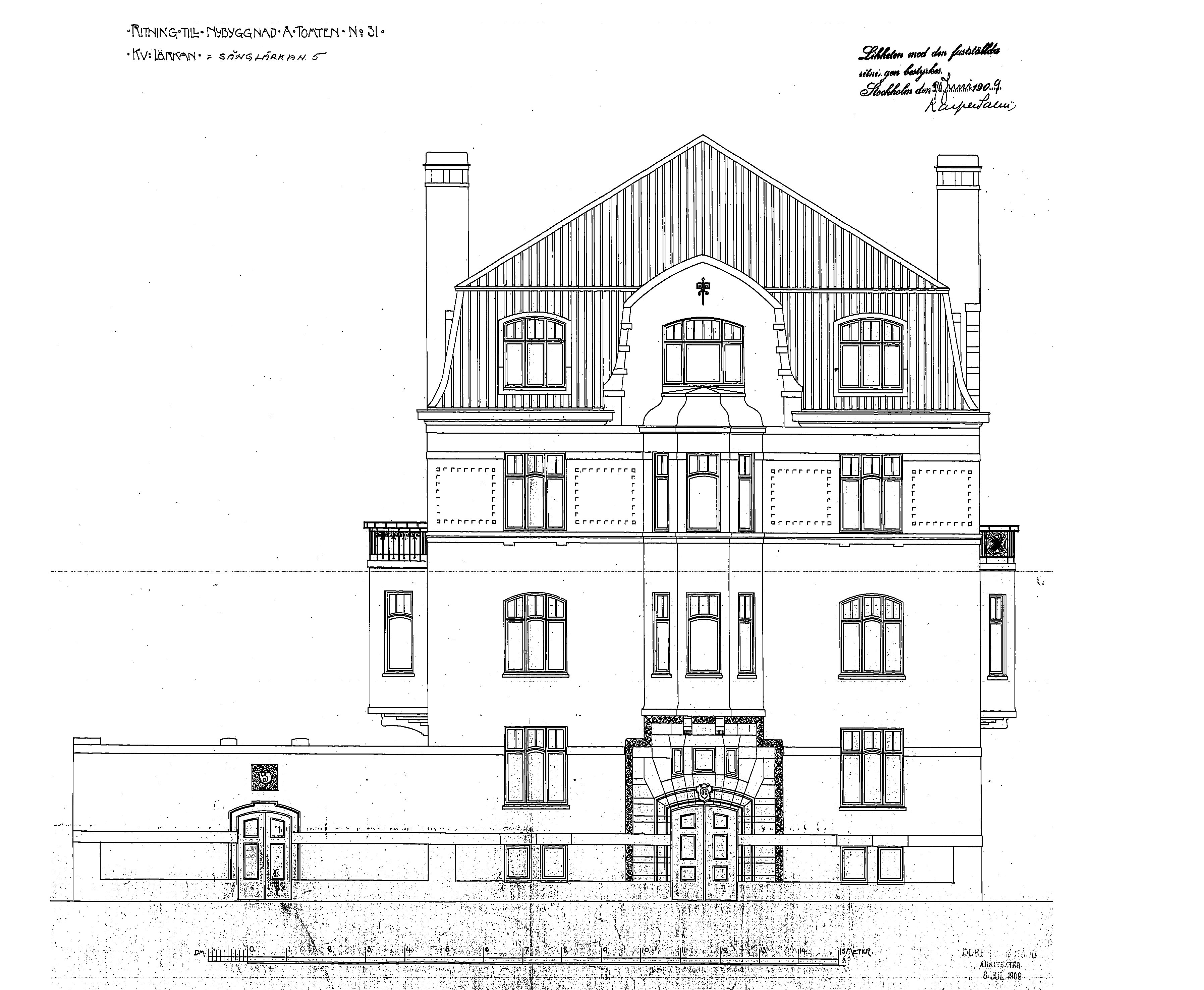
Fasad mot Valhallavägen.
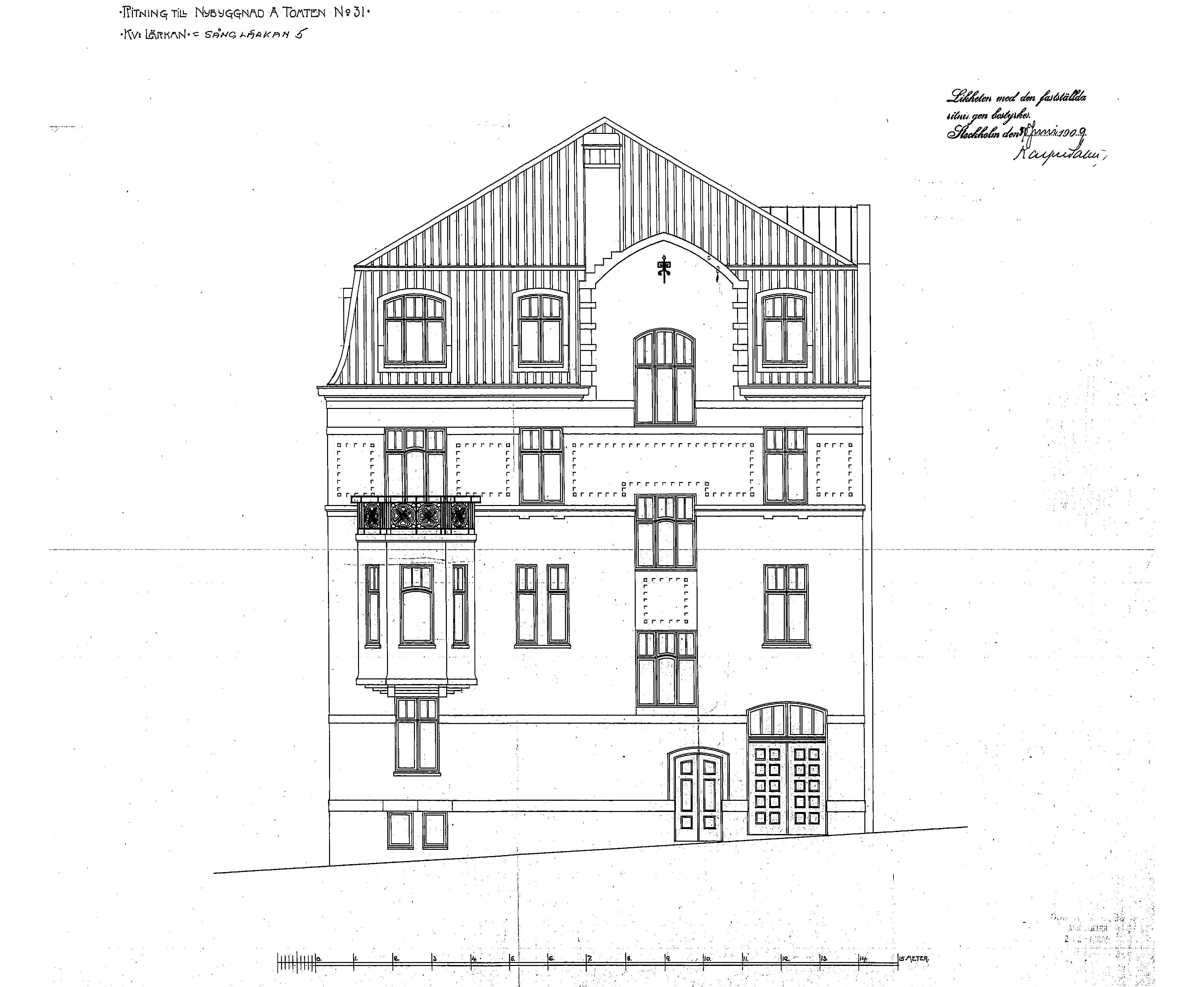
Fasad mot Sköldungagatan.
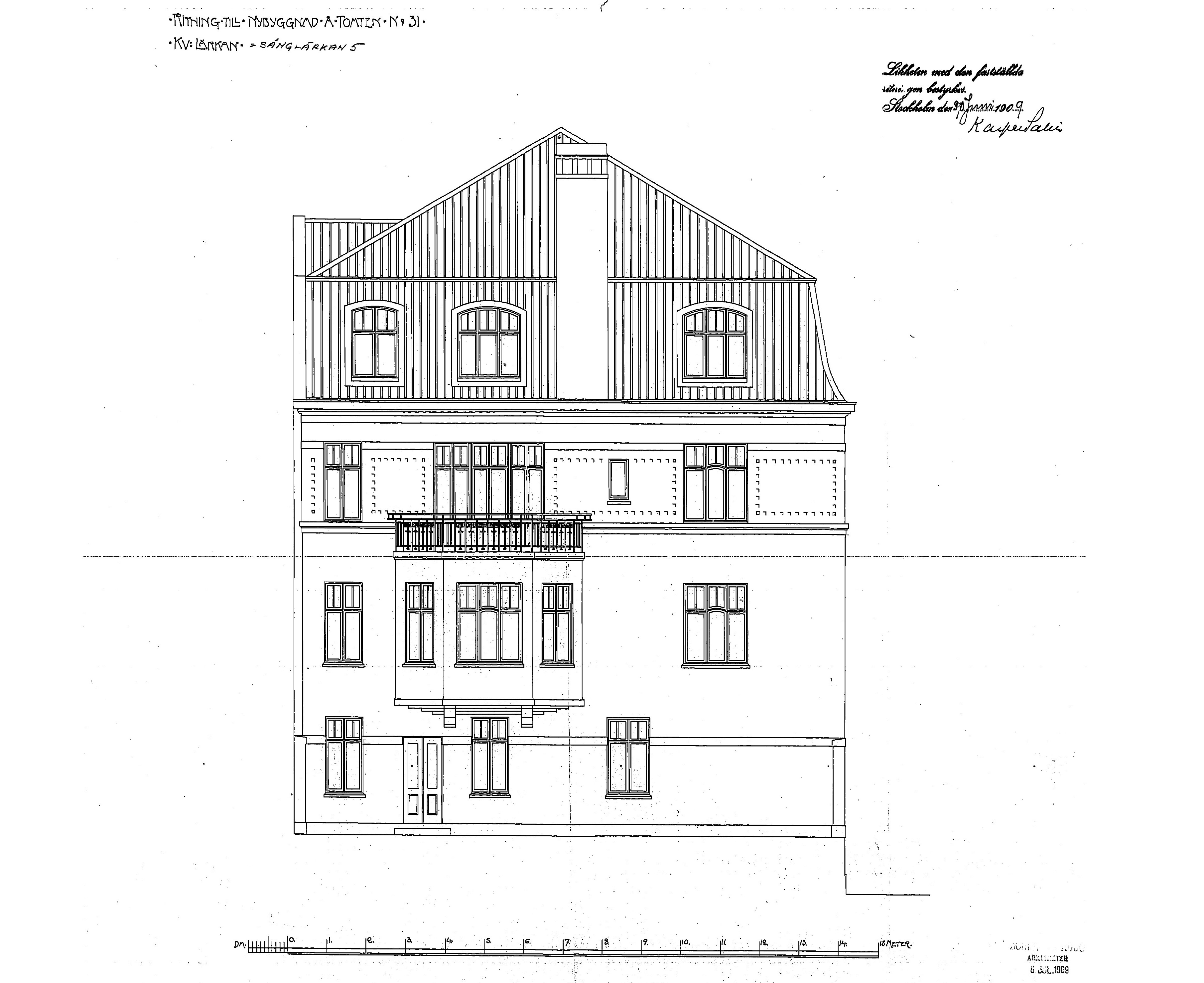
Fasad mot innergården.
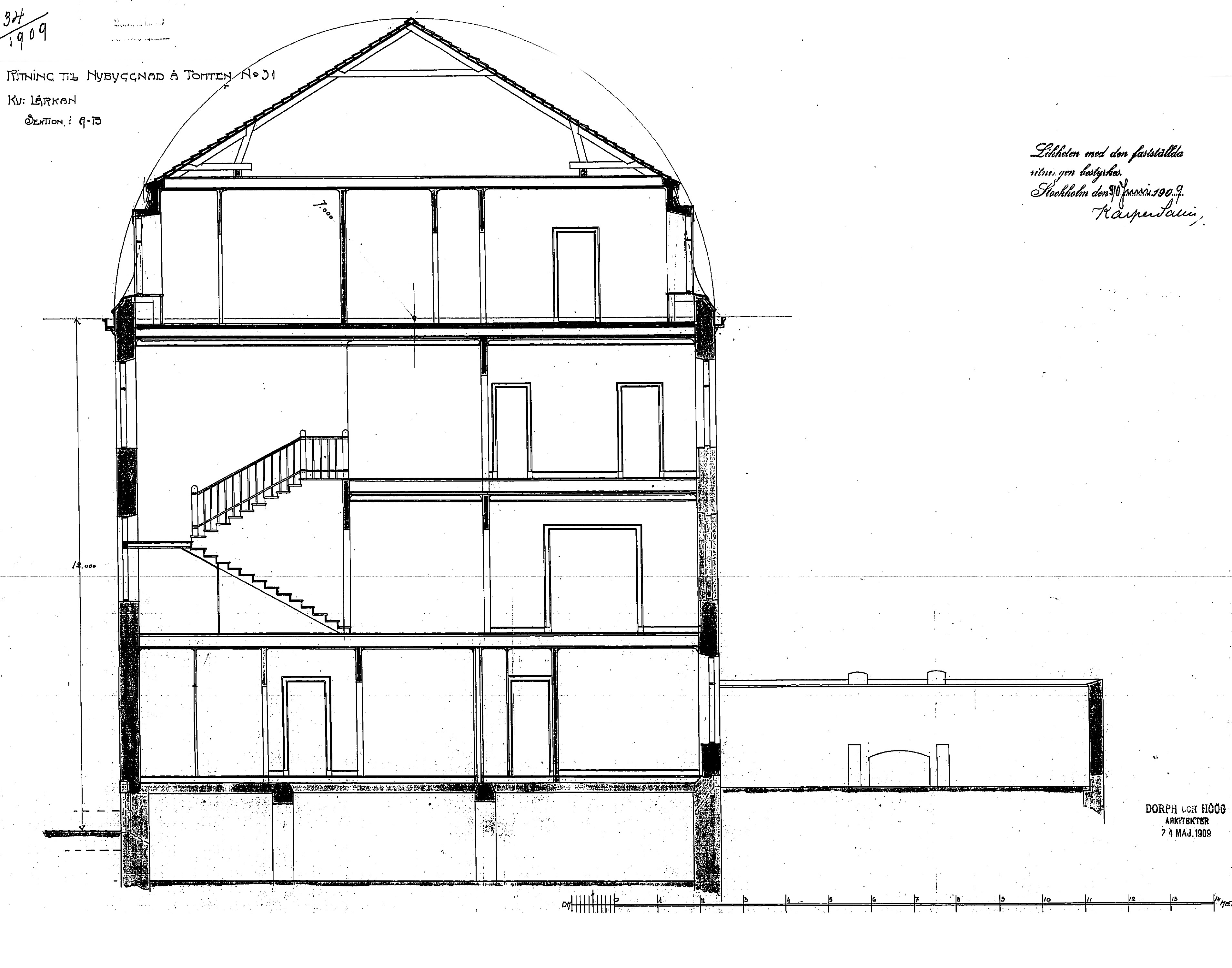
Sektion

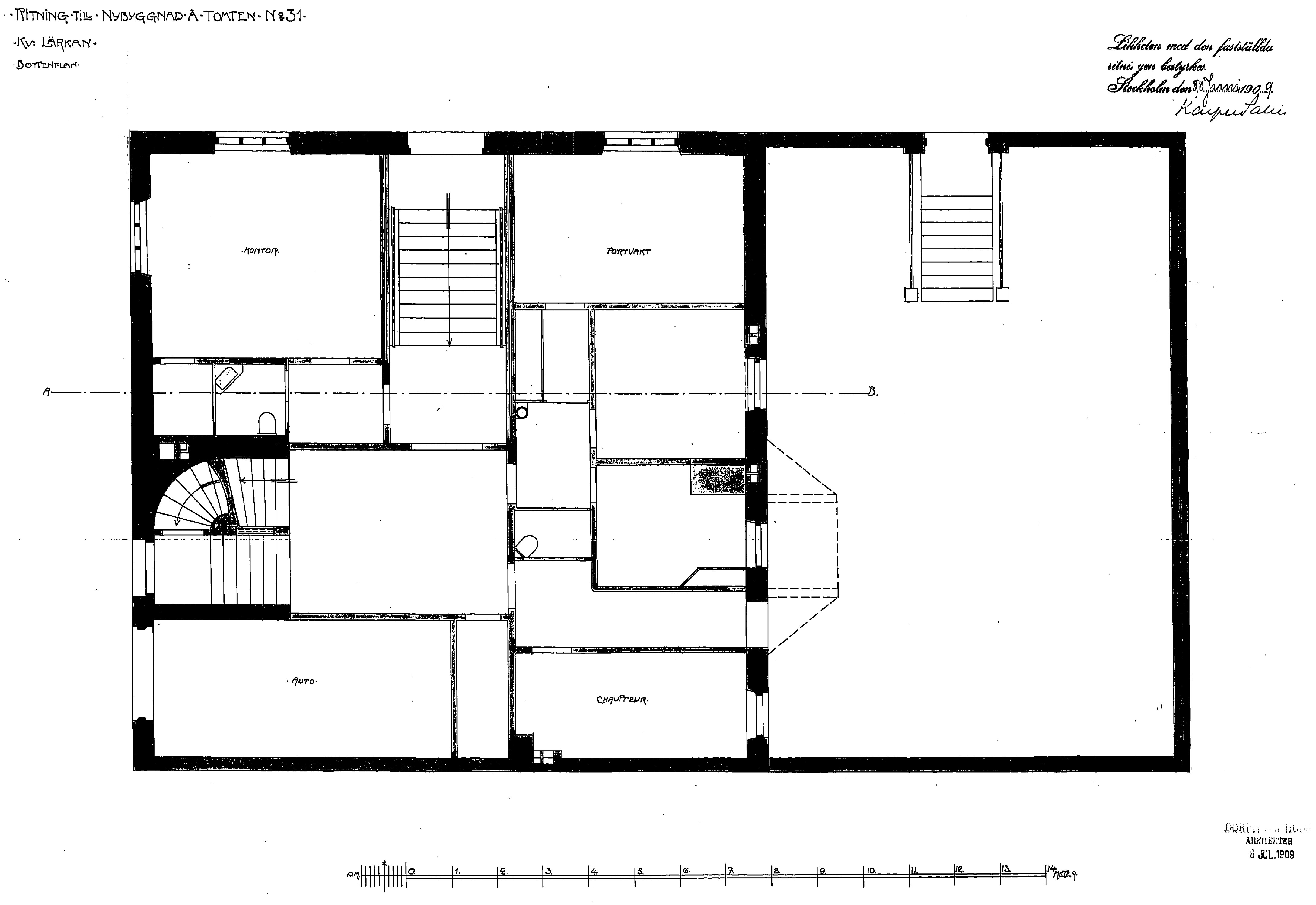
Bottenvåning.
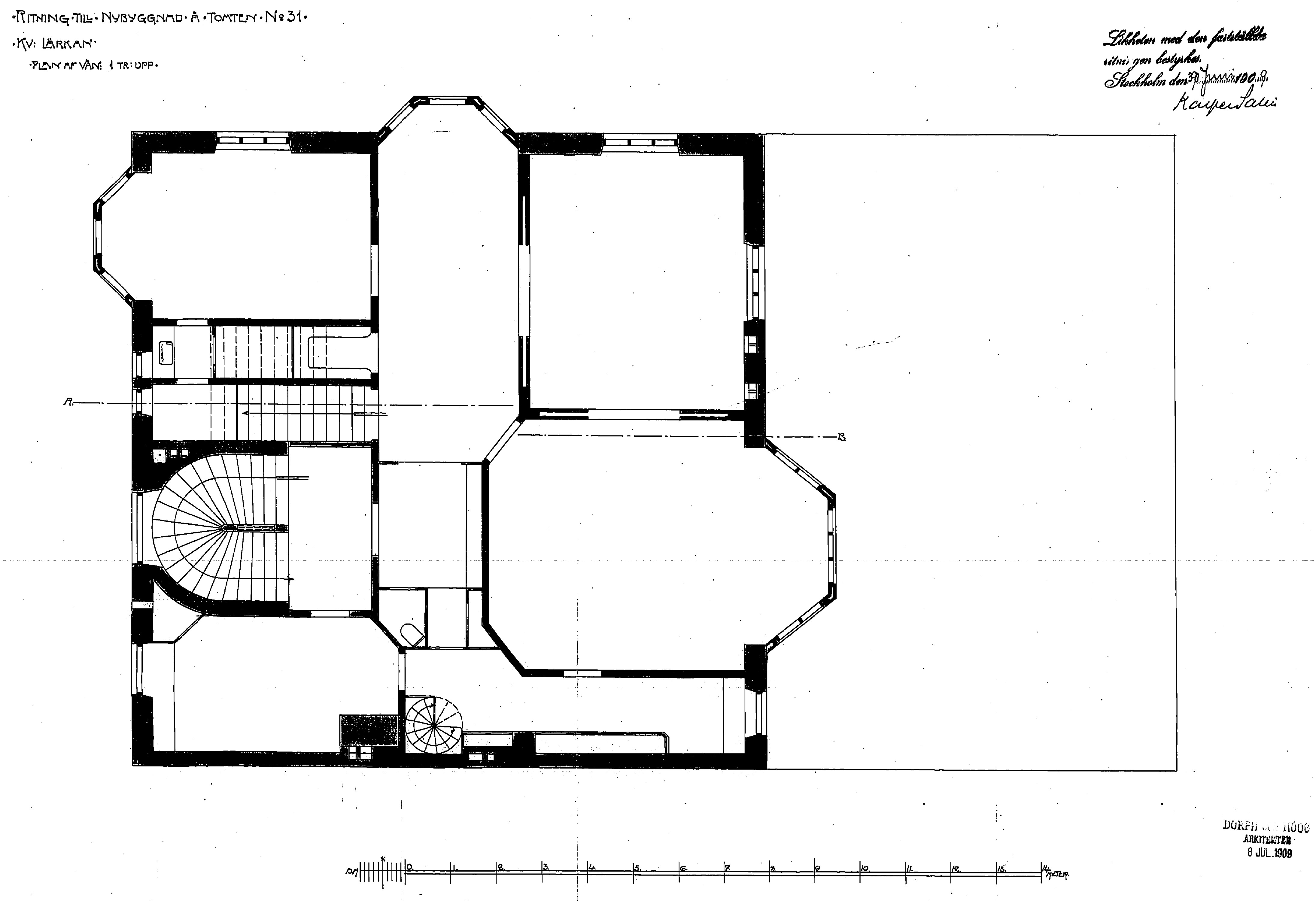
Våning 1 trappa.
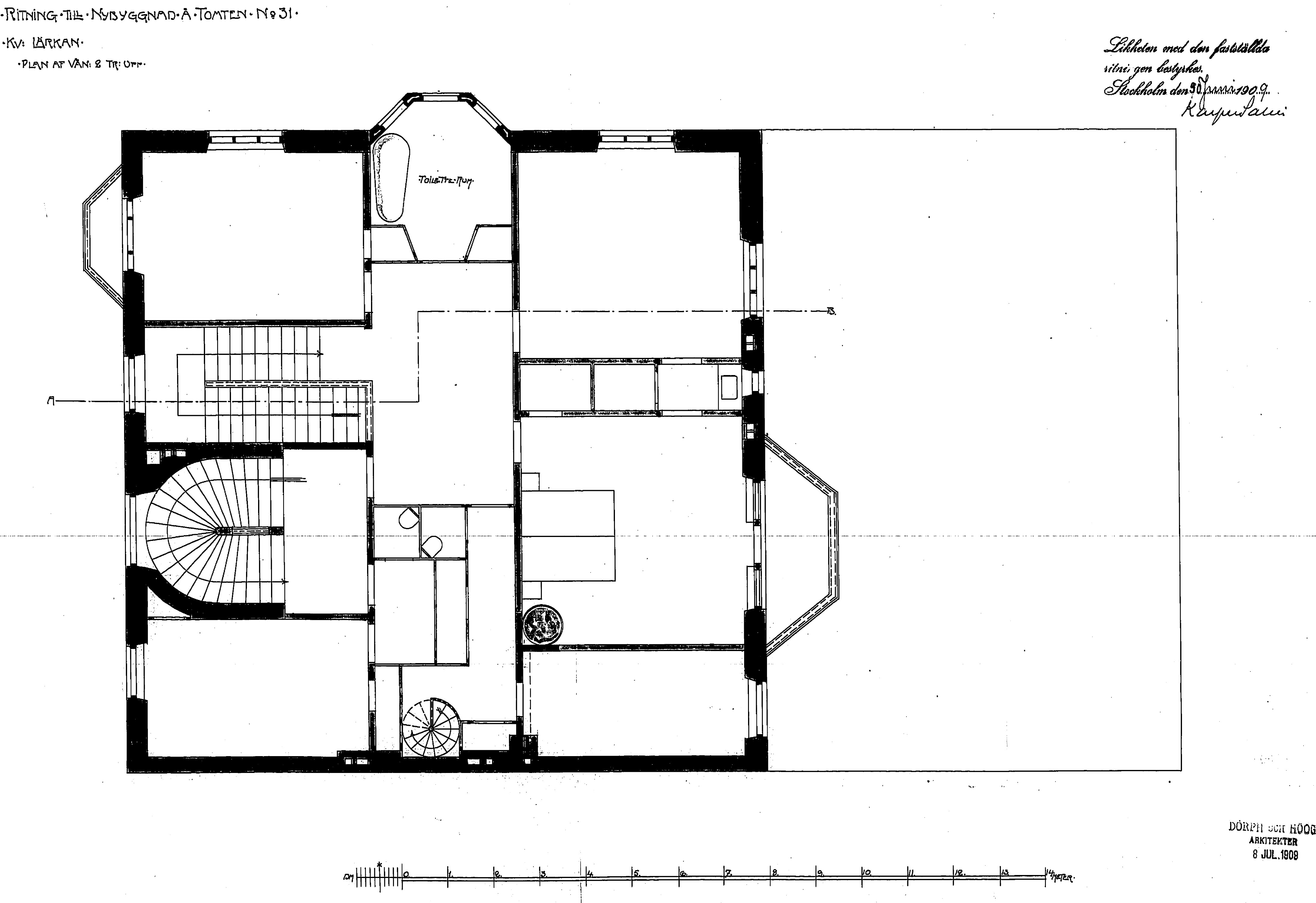
Våning 2 trappor.
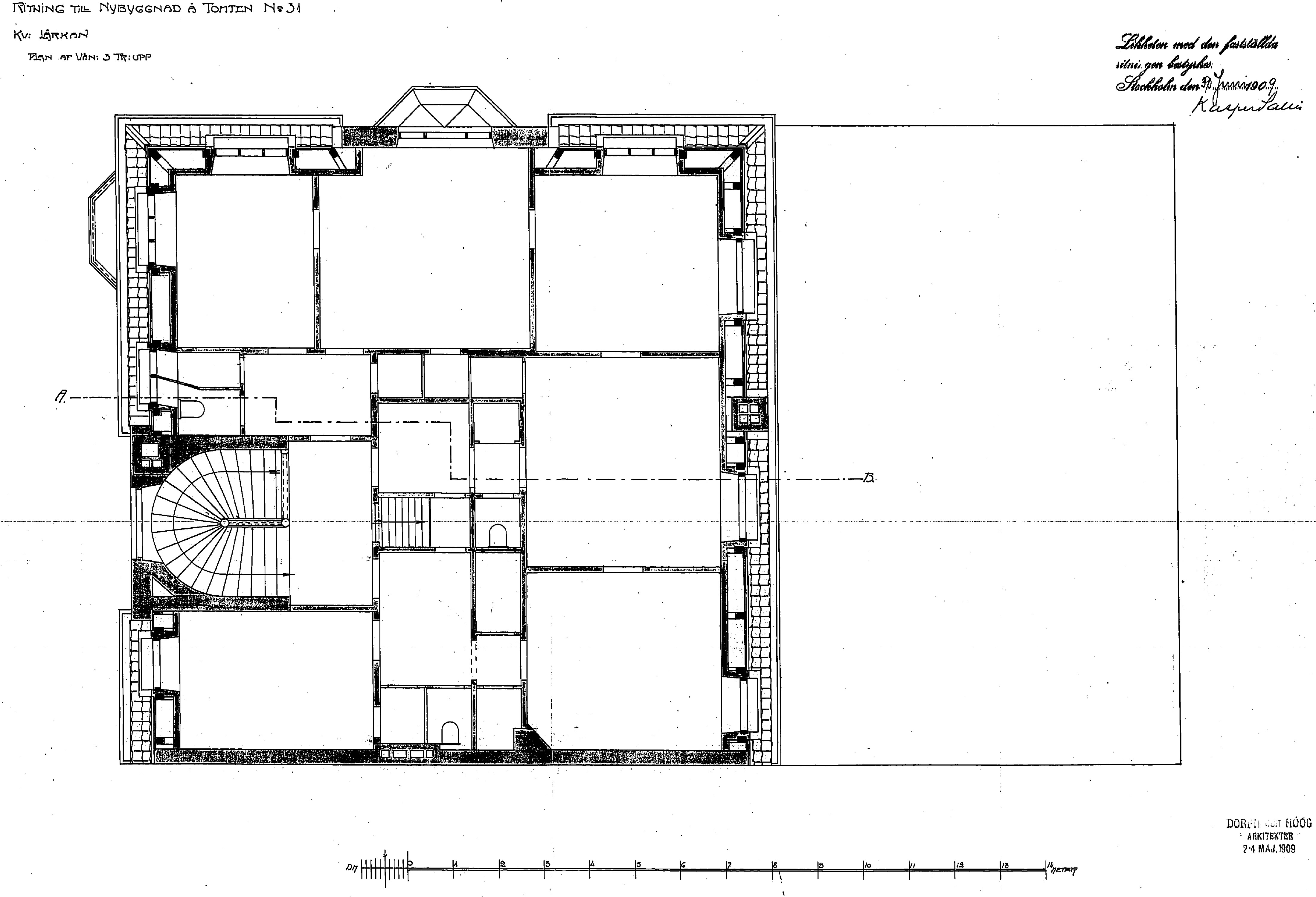
Våning 2 trappor.

## Husets vidare öden

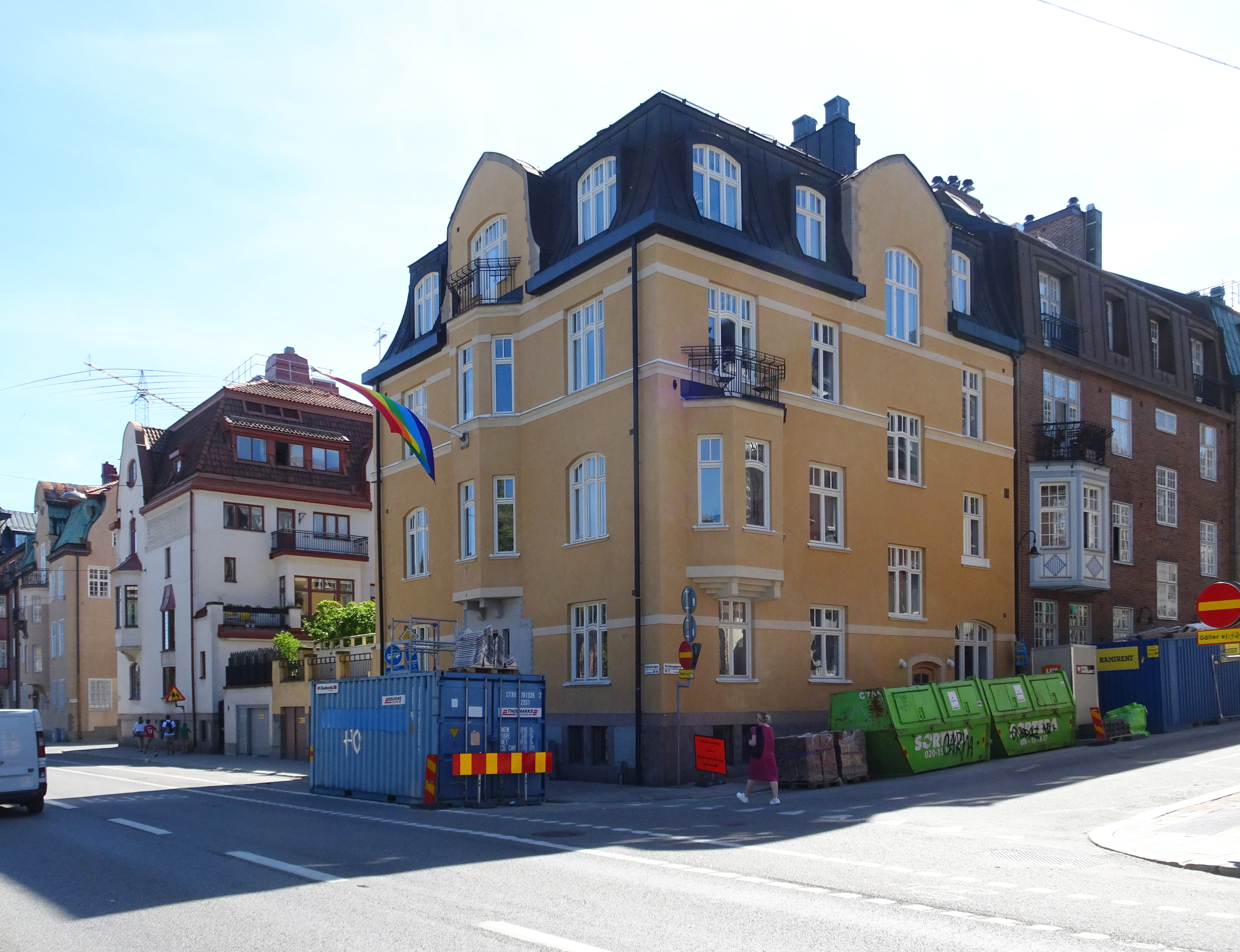
Sånglärkan 5 i augusti 2022. I bakgrunden syns Sånglärkan 6, P.O. Hallmans villa från 1910.

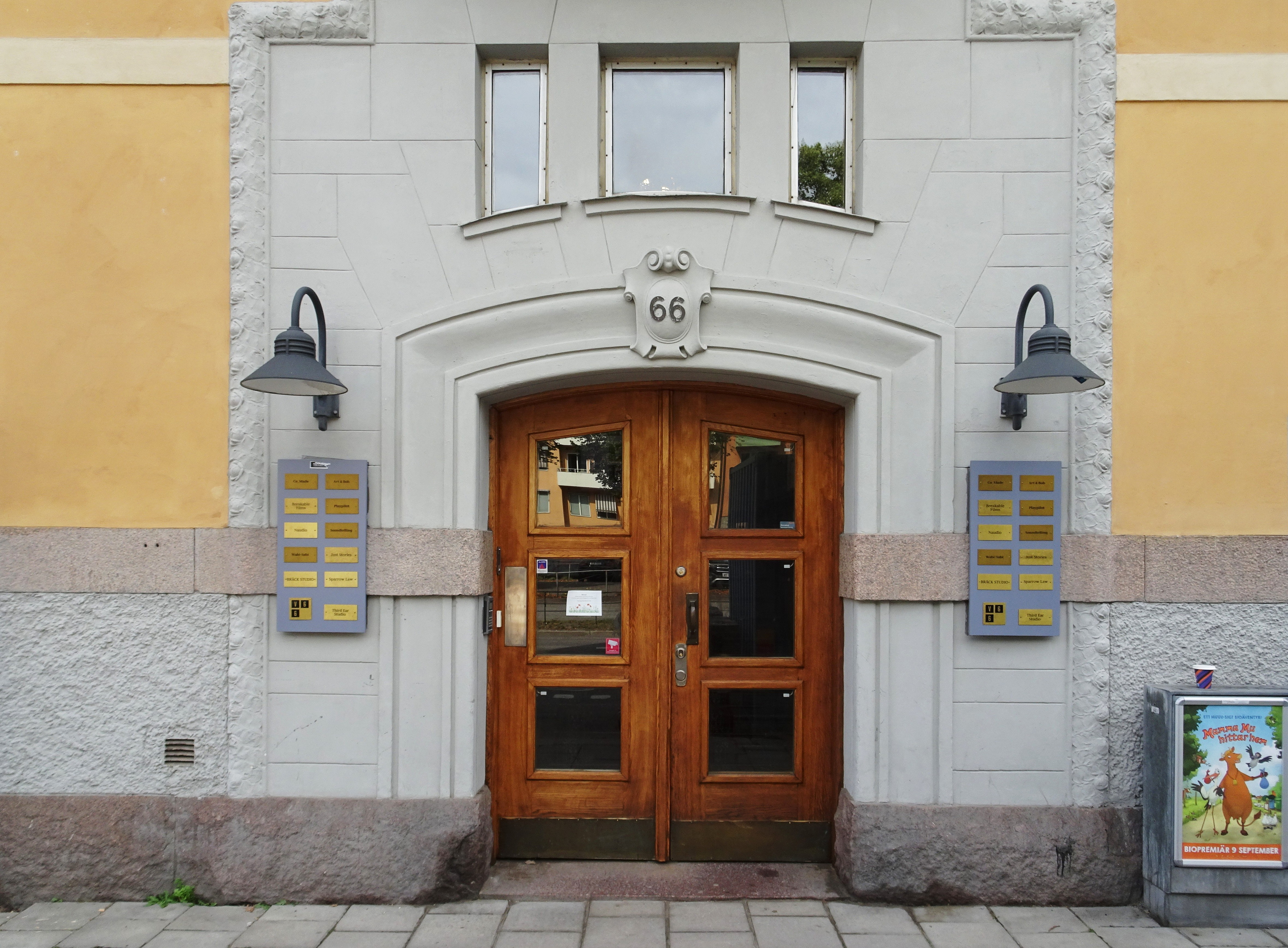
Entrédörren, augusti 2022.

Byggherren A.G. Törner bodde inte själv i huset utan hyrde ut till civilingenjören Rudolf Ahlsell (1872–1933) grundare av firman R. Ahlsell & Co. 1916 sålde Törner fastigheten till Wolmar Fellenius, professor i väg- och vattenbyggnad, som sedan övertog Ahlsells våning och bebodde huset under många år. 
På 1960-talet kontoriserades fastigheten och samtliga våningar byggdes om till kontor efter ritningar av konsultföretaget Kjessler & Mannerstråle som själv flyttade in. På bottenvåningen med fönster mot innergården lades ritsalen och under gården tillkom ett garage för sex bilar med tre garageportar mot Valhallavägen. Övriga våningarna byggdes om till kontorsrum med olika storlekar. 2010 ägdes fastigheten tillsammans med Sånglärkan 4 av Lärkstadens Företagshus AB som även hade sitt kontor här. Idag (2022) finns övervägande kontor i huset.